# أملج أحمر
أملج أحمر (الاسم العلمي:Phyllanthus ruber) هو نوع من النباتات يتبع جنس الأملج من الفصيلة الأملجية.